# Torymus boharti
Torymus boharti är en stekelart som beskrevs av Grissell 1976. Torymus boharti ingår i släktet Torymus och familjen gallglanssteklar. Inga underarter finns listade i Catalogue of Life.